# Оркестр имени Гайдна
Оркестр имени Гайдна (итал. Orchestra Haydn di Bolzano e Trento) — итальянский симфонический оркестр, патронируемый муниципальными властями автономного региона Трентино — Альто-Адидже и базирующийся в Больцано и Тренто — столичных городах составляющих этот регион провинций. Основан в 1960 году.
Оркестр является постоянным участником важнейших итальянских фестивалей академической музыки, в том числе оперного фестиваля Россини в Пезаро, — в качестве посланца фестиваля Россини оркестр в 2008 году предпринял гастроли в Японии. Среди других гастрольных выступлений коллектива — частые концерты в Зальцбурге. В репертуаре оркестра и среди его записей — немало редких сочинений: так, в 2003 г. оркестр после более чем 200-летнего перерыва исполнил псалом для солистов, хора и оркестра Доменико Чимарозы «Dixit Dominus», в 2005-м осуществил премьерные записи юношеских симфонии и фортепианного концерта Людвига Тюйе. В то же время в истории оркестра есть премьерные исполнения новых работ современных итальянских композиторов — в частности, Франко Донатони.
Основателем и первым руководителем оркестра (до 1990 г.) был Андреа Масканьи, в 1991—2002 гг. обязанности музыкального руководителя исполнял композитор Хуберт Штупнер. Среди дирижёров, много работавших с оркестром, — Антонио Педротти (с основания оркестра и до своей смерти в 1975 г.; с 1989 г. оркестр является базовым коллективом посвящённого его памяти конкурса дирижёров, проходящего в Тренто), Герман Михаэль (главный дирижёр, 1977—1990), Алин Франкис (главный дирижёр, 1990—1994), Карл Мартин (главный дирижёр, 1996—1999), Пауль Ангерер (главный приглашённый дирижёр, 1964—1990). В 2003-2012 гг. оркестр возглавлял Густав Кун, с 2012 г. им руководит Даниэле Спини.